# 26 Pułk Artylerii Przeciwlotniczej
26 Rothenburski Pułk Artylerii Przeciwlotniczej (26 paplot) – oddział artylerii przeciwlotniczej ludowego Wojska Polskiego.

## Historia pułku
26 Pułk Artylerii Przeciwlotniczej został sformowany na podstawie rozkazu nr 00127 dowódcy Armii Polskiej w ZSRR z dnia 4 lipca 1944 roku we wsi Łysa Góra koło Berdyczowa. Od 28 sierpnia 1944 roku kontynuował formowanie w rejonie Chełma jako pułk artylerii przeciwlotniczej małego kalibru.
Przysięgę żołnierze pułku złożyli 29 października 1944 roku okolicach Chełma.
Pułk wchodził w skład 1 Drezdeńskiego Korpusu Pancernego z Odwodu Naczelnego Dowództwa WP a przydzielonego do 2 Armii WP.
Pierwszym zadaniem bojowym pułku była przeciwlotnicza obrona Chełma i sztabu 1 KPanc. Na początku lutego 1945 r. pułk wykonał przemarsz z Chełma do Rembertowa pod Warszawą i tam skoncentrował się 18 lutego. Następnie został przesunięty do Myśliborza, a dalej do Brzezinki pod Oleśnicą. 9 kwietnia zgrupował się w Bolesławcu z zadaniem osłony przeciwlotniczej jednostek 1 KPanc.
15 kwietnia 1945 pułk przystąpił do operacji berlińskiej. Osłoniał przeprawy przez Nysę Łużycką, a następnie przemarsz głównej kolumny sił 1 KPanc. 18 kwietnia odpierał ataki lotnictwa niemieckiego na przeprawę w rejonie Geheege niszcząc 6 samolotów. W kolejnych dniach osłaniał wojska w rejonie Niesky i Budziszyna, a w dniach 22 – 23 kwietnia ścigał Niemców w kierunku Budziszyn, Drezno. 24 kwietnia przesunięty został do rejonu Grosswelka, gdzie walcząc z lotnictwem nieprzyjaciela strącił 3 samoloty szturmowe. Pozostawiając 1 baterię w dotychczasowym rejonie, pozostałymi siłami przegrupował się w rejon m. Luga zwalczając tam atakujące lotnictwo niemieckie i strącając 2 samoloty. W okresie 26 kwietnia do 5 maja walczył z lotnictwem przeciwnika w rejonie Neudorf, Gross Särchen.
W operacji praskiej 5 maja pułk przybył do Truppen a następnie, osłaniając jednostki 1 KPanc, przemieszczał się w ogólnym kierunku Neustadt, Česká Kamenice, Mielnik.
Szlak bojowy zakończył 10 maja 1945 w Mielniku.
Podczas działań bojowych strącił 14 samolotów nieprzyjaciela.
Po wojnie dyslokowany do Piwonic pod Kaliszem, gdzie we wrześniu 1945 roku został rozformowany.

## Obsada personalna pułku
Obsada personalna 26 paplot:

Dowódcy pułku:

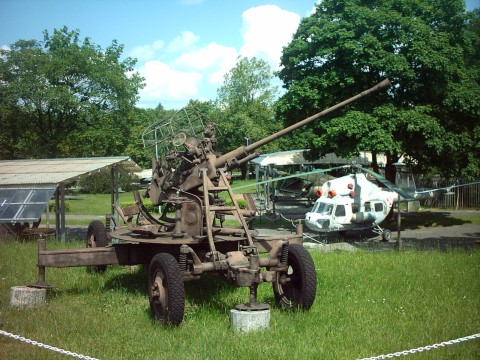
37 mm armata przeciwlotnicza wz. 1939

- płk Semen Dziemieszkiewicz (od 29 VII 1944)

Zastępcy dowódcy pułku do spraw liniowych:
- ppłk Aleksander Iliaszewicz (27 VII 1944 – 28 I 1945)
- mjr Wilhelm Wierzbicki (12 II – 3 V 1945)
- mjr Wasyl Rudomiłow (od 3 V 1945)

Zastępcy dowódcy pułku do spraw politycznych:
- ppor. Stanisław Krzymowski (10 X – 23 XI 1944)
- por. Antoni Kasica (od 25 XI 1944)

Szef sztabu:
- mjr Wasyl Płaksin (od 20 VII 1944)

## Skład etatowy
dowództwo i sztab
- 4 x bateria artylerii przeciwlotniczej
- kompania wielkokalibrowych karabinów maszynowych
- pluton sztabowy
- pluton amunicyjny
- kwatermistrzostwo

Pułk liczył 520 żołnierzy. Na jego uzbrojeniu i wyposażeniu znajdowały się między innymi dwadzieścia cztery 37 mm armaty przeciwlotnicze i szesnaście 12,7 mm przeciwlotniczych karabinów maszynowych oraz 69 samochodów.